# Liolaemus multicolor
Liolaemus multicolor — вид ігуаноподібних ящірок родини Liolaemidae. Мешкає в Аргентині.

## Поширення і екологія
Liolaemus multicolor мешкають в Андах на північному заході Аргентини, в провінціях Жужуй і Сальта, а також, за деякими свідченнями, трапляються в чилійському регіоні Антофагаста та в горах на півдні Болівії. Вони живуть у високогірних пустельних районах, поблизу солончаків. Зустрічаються на висоті від 3000 до 4400 м над рівнем моря. Є всеїдними і живородними.